# Cyanoramphus malherbi
Il parrocchetto di Malherbe (Cyanoramphus malherbi Souancé, 1857) è un piccolo uccello della famiglia degli Psittaculidi endemico della Nuova Zelanda.
In Nuova Zelanda viene chiamato comunemente parrocchetto frontearancio, nome con cui viene indicata anche una specie dell'America Centrale. È gravemente minacciato e in natura ne rimangono solo meno di 50 esemplari.
Per molti anni il parrocchetto di Malherbe è stato considerato una sottospecie o una variante cromatica del più comune parrocchetto frontegialla. Studi più recenti, però, hanno dimostrato che si tratta di una specie a parte. Vive nelle foreste di Nothofagus dell'Isola del Sud della Nuova Zelanda, ma in tempi antichi, prima dell'arrivo degli esseri umani sull'isola, occupava un areale molto più vasto. La sua sopravvivenza è minacciata dall'abbattimento delle foreste primarie, dove trova i vecchi alberi su cui nidificare, dagli animali da pascolo che brucano i bassi cespugli dove trova nutrimento e dalla predazione da parte di ratti, ermellini e gatti introdotti.